# Eupsoropsis
Eupsoropsis är ett släkte av fjärilar. Eupsoropsis ingår i familjen nattflyn.
Kladogram enligt Catalogue of Life:
| Eupsoropsis | \| \| Eupsoropsis calida \| \| \| \| \| \| Eupsoropsis robertsi \| \| \| \| |
|             | \| \| Eupsoropsis calida \| \| \| \| \| \| Eupsoropsis robertsi \| \| \| \| |
|             | Eupsoropsis calida                                                          |
|             |                                                                             |
|             | Eupsoropsis robertsi                                                        |
|             |                                                                             |